# 勒瓦勒德盖布朗日
勒瓦勒德盖布朗日（法語：Le Val-de-Guéblange，法語發音：[lə val də ɡeblɑ̃ʒ]；洛林法兰克语：Geblingerdahl）是法国摩泽尔省的一个市镇，属于薩爾格米訥區。

## 地理
勒瓦勒德盖布朗日（48°58'46"N, 6°57'39"E）面积19.08 平方千米，位于法国大東部大區摩泽尔省，该省份为法国东北部内陆省份，是洛林的一部分，西南接默尔特-摩泽尔省，东临下莱茵省，北与卢森堡和德国接壤。
与勒瓦勒德盖布朗日接壤的市镇（或旧市镇、城区）包括：阿藏堡、伊尔斯普里什、奥尔万、卡珀尔坎热、基尔维莱尔、萨拉尔布。

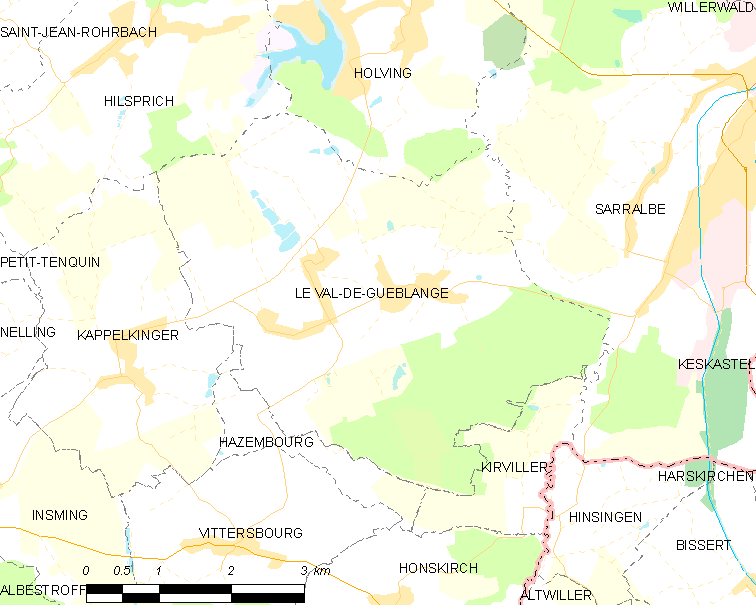
勒瓦勒德盖布朗日的OSM定位图

勒瓦勒德盖布朗日的时区为UTC+01:00、UTC+02:00（夏令时）。

## 行政
勒瓦勒德盖布朗日的邮政编码为57430，INSEE市镇编码为57267。

## 政治
勒瓦勒德盖布朗日所属的省级选区为萨拉尔布县。

## 人口

1962-2008年间勒瓦勒德盖布朗日人口变化图示

勒瓦勒德盖布朗日于2022年1月1日时的人口数量为798人。